# Spilosoma danbyi
Spilosoma danbyi là một loài bướm đêm thuộc phân họ Arctiinae, họ Erebidae.